# Trek Cyclo-Cross Collective Cup
La Trek CXC Cup est une compétition de cyclo-cross disputée à Waterloo, aux États-Unis.
L'épreuve, comme la majorité des compétitions américaines de cyclo-cross, se dispute sur un week-end avec une épreuve le samedi et une épreuve le dimanche. En 2017, cette dernière devient une manche de la coupe du monde.

## Palmarès masculin

### Podiums de l'épreuve #1 (samedi)
| Année | Vainqueur            | Deuxième          | Troisième          |
| ----- | -------------------- | ----------------- | ------------------ |
| 2013  | Jeremy Powers        | Ryan Trebon       | Ben Berden         |
| 2014  | Jeremy Powers        | Timothy Johnson   | Shawn Milne        |
| 2015  | Jeremy Powers        | Stephen Hyde      | Jamey Driscoll     |
| 2016  | Steve Chainel        | Jim Aernouts      | Toon Aerts         |
| 2017  | Mathieu van der Poel | Toon Aerts        | Vincent Baestaens  |
| 2018  | Quinten Hermans      | Daan Soete        | Corné van Kessel   |
| 2019  | Laurens Sweeck       | Nicolas Cleppe    | Felipe Orts Lloret |
| 2020  | non-disputé          | non-disputé       | non-disputé        |
| 2021  | Daan Soete           | Thijs Aerts       | Kerry Werner       |
| 2022  | Lars van der Haar    | Daan Soete        | David Menut        |
| 2023  | Pim Ronhaar          | David Haverdings  | Eric Brunner       |
| 2024  | Kerry Werner         | Andrew Strohmeyer | Scott Funston      |

### Podiums de l'épreuve #2 (dimanche)
| Année          | Vainqueur            | Deuxième               | Troisième              |
| -------------- | -------------------- | ---------------------- | ---------------------- |
| 2013           | Daniel Summerhill    | Timothy Johnson        | Yannick Eckmann        |
| 2014           | Jeremy Powers        | Allen Krughoff         | Jeremy Durrin          |
| 2015           | Stephen Hyde         | Allen Krughoff         | Dan Timmerman          |
| 2016           | Wout van Aert        | Jim Aernouts           | Quinten Hermans        |
| Coupe du monde |                      |                        |                        |
| 2017           | Mathieu van der Poel | Corné van Kessel       | Daan Soete             |
| 2018           | Toon Aerts           | Wout van Aert          | Laurens Sweeck         |
| 2019           | Eli Iserbyt          | Toon Aerts             | Michael Vanthourenhout |
| 2020           | non-disputé          | non-disputé            | non-disputé            |
| 2021           | Eli Iserbyt          | Michael Vanthourenhout | Quinten Hermans        |
| 2022           | Eli Iserbyt          | Laurens Sweeck         | Lars van der Haar      |
| 2023           | Thibau Nys           | Eli Iserbyt            | Pim Ronhaar            |
| 2024           | Andrew Strohmeyer    | Kerry Werner           | Scott Funston          |

## Palmarès féminin

### Podiums de l'épreuve #1 (samedi)
| Année | Vainqueur          | Deuxième        | Troisième                |
| ----- | ------------------ | --------------- | ------------------------ |
| 2014  | Katherine Compton  | Georgia Gould   | Caroline Mani            |
| 2015  | Kaitlin Keough     | Amanda Miller   | Crystal Anthony          |
| 2016  | Katherine Compton  | Ellen Noble     | Amanda Miller            |
| 2017  | Katherine Compton  | Loes Sels       | Christel Ferrier-Bruneau |
| 2018  | Evie Richards      | Ellen Noble     | Ellen Van Loy            |
| 2019  | Jolanda Neff       | Clara Honsinger | Caroline Mani            |
| 2020  | non-disputé        | non-disputé     | non-disputé              |
| 2021  | Jolanda Neff       | Hélène Clauzel  | Kateřina Nash            |
| 2022  | Clara Honsinger    | Hélène Clauzel  | Manon Bakker             |
| 2023  | Shirin van Anrooij | Zoe Bäckstedt   | Manon Bakker             |
| 2024  | Hélène Clauzel     | Manon Bakker    | Sidney McGill            |

### Podiums de l'épreuve #2 (dimanche)
| Année          | Vainqueur         | Deuxième        | Troisième         |
| -------------- | ----------------- | --------------- | ----------------- |
| 2014           | Katherine Compton | Caroline Mani   | Georgia Gould     |
| 2015           | Crystal Anthony   | Caroline Mani   | Kaitlin Keough    |
| 2016           | Kaitlin Keough    | Ellen Noble     | Caroline Mani     |
| Coupe du monde |                   |                 |                   |
| 2017           | Sanne Cant        | Kaitlin Keough  | Ellen Noble       |
| 2018           | Marianne Vos      | Ellen Noble     | Kateřina Nash     |
| 2019           | Kateřina Nash     | Jolanda Neff    | Evie Richards     |
| 2020           | non-disputé       | non-disputé     | non-disputé       |
| 2021           | Marianne Vos      | Lucinda Brand   | Denise Betsema    |
| 2022           | Fem van Empel     | Ceylin Alvarado | Lucinda Brand     |
| 2023           | Fem van Empel     | Puck Pieterse   | Ceylin Alvarado   |
| 2024           | Hélène Clauzel    | Manon Bakker    | Maghalie Rochette |